# 津久見市立第一中学校
津久見市立第一中学校（つくみしりつ だいいちちゅうがっこう）は、かつて大分県津久見市文京町にあった公立中学校である。略称は一中。

## 概要
1947年（昭和22年）に津久見町立第一中学校として創立。津久見市にある3校の中学校（うち1校は休校中）のうち、生徒数が最大であった。
生徒数の減少のため津久見市立第二中学校との統合が検討され、津久見市教育委員会は2019年（令和元年）7月に、2023年（令和5年）4月に両校を統合して本校の校地に新設校を開校するという素案を発表した。
本校は2024年3月に閉校し、同4月に本校の校地に本校と第二中学校とを統合した津久見市立中学校が新たに開校した。

## 沿革
- 1947年（昭和22年）
  - 4月20日 - 大分県北海部郡津久見町立第一中学校として創立[1]。
  - 5月3日 - 津久見町立女学校の校舎の一部を仮教室として開校式挙行。第一学年4学級233名、第二学年2学級112名、第3学年2学級65名、計8学級410名、職員11名。教室が仮4教室のため午前と午後2部授業実施[1]。
  - 9月1日 - 津久見町立女学校廃校。校舎及び校地が本校の所有となり、2部授業を廃止して全日制となる[1]。
- 1948年（昭和23年）3月25日 - 第1回卒業式、卒業生65名[1]。
- 1956年（昭和31）
  - 2月2日 - 校舎移転のための建築（本館1棟）起工式（彦の内1番地）[1]。
  - 8月23日 - 休校舎4教室を取り壊し、新校地に移転開始[1]。
- 1959年（昭和34年）8月9日 - 全教室に電灯配線工事[1]。
- 1962年（昭和37年）4月10日 - 昭和37年度入学式。全生徒数1,001名（21学級）、職員31名。無垢島分校18名（1学級）[1]。
- 1964年（昭和39年）
  - 3月4日 - 給食室が完成し、完全給食開始[1]。
  - 4月 - 地無垢島分校が津久見市立無垢島中学校として独立[1]。
  - 5月10日 - 校庭2,000坪芝植え[1]。
- 1979年（昭和54年）10月2日 - 校舎改築起工式[1]。
- 1980年（昭和55年）9月12日 - 校舎改築落成式[1]。
- 2007年（平成19年）4月 - 津久見市立日代中学校が休校。当該校区の生徒を受け入れ[1]。
- 2008年（平成20年）8月8日 - 九州中学校総合体育大会水泳競技総合3位[1]。
- 2009年（平成21年） - 中学県体水泳総合優勝、野球3位[1]。
- 2010年（平成22年） - 中学県体水泳総合優勝、サッカー3位[1]。
- 2013年（平成25年）
  - 新体育館完成。1階は給食センター、2階が体育館。[要出典]
  - 4月 - 津久見市立四浦東中学校休校[6]。当該校区の生徒を受け入れ。
- 2024年（平成6年）3月 - 閉校。

## 部活動
- 軟式野球
- サッカー
- ソフトテニス
- 陸上競技
- 水泳（社会体育）
- バスケットボール
- バレーボール
- 卓球
- 剣道
- バドミントン（社会体育）
- 体操（社会体育）
- 美術
- 吹奏楽
- 空手（社会体育）[2]

## 通学区域
- 通学区域
  - 津久見市立津久見小学校区
  - 津久見市立千怒小学校区
- 通学調整区域
  - 津久見市立日代小学校区（休校中）
  - 津久見市立越智小学校区（休校中）[7]

## アクセス
- 津久見駅から徒歩10分。

## 著名な出身者
- 渡辺一平（競泳選手）